# Hacha Grande

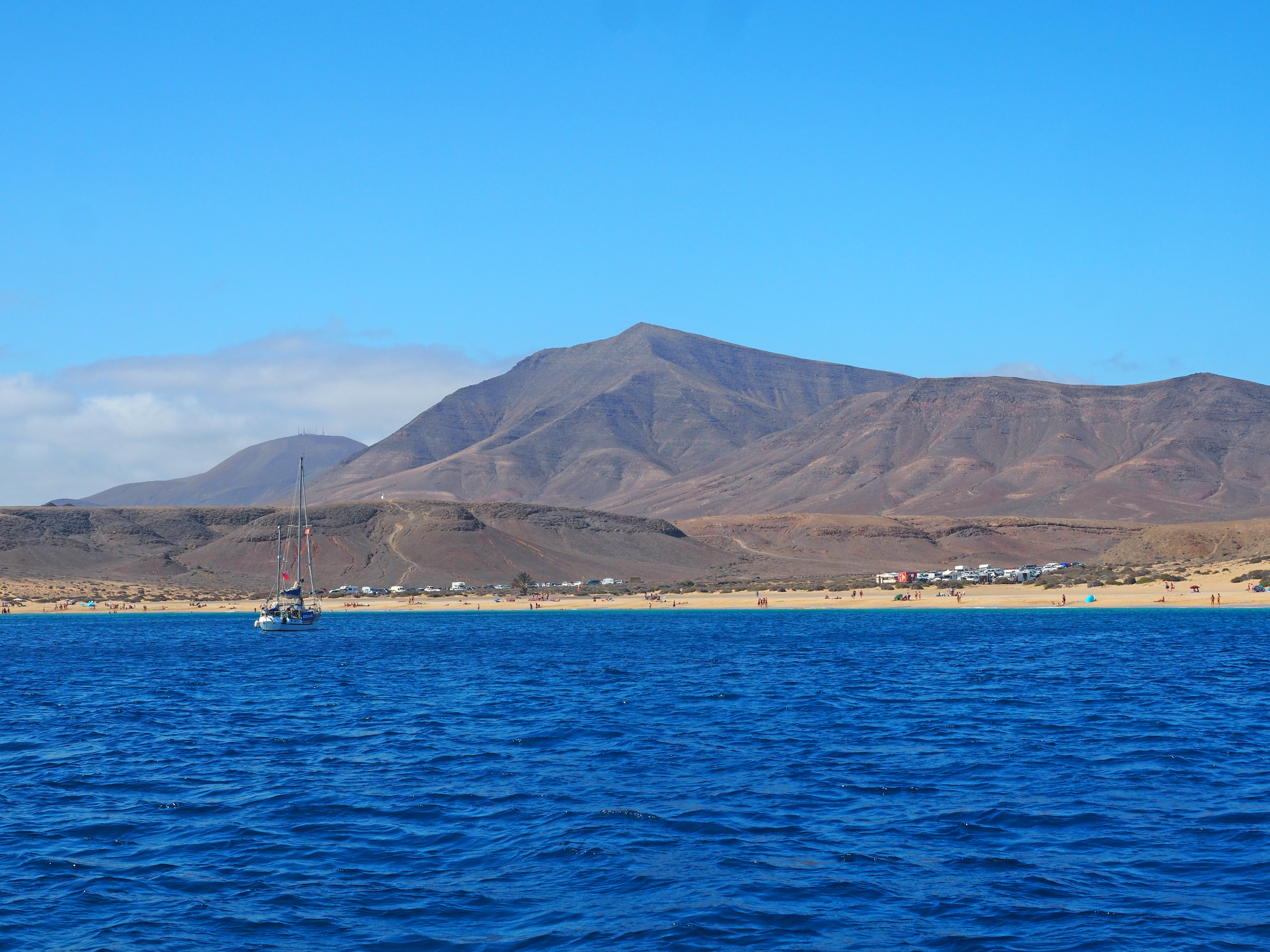
Blick vom Meer auf den Gipfel und die Papagayo-Strände

Der Hacha Grande ist ein 562 Meter hoher Berg im Süden der Kanarischen Insel Lanzarote (Spanien). Er gehört zum Gebirgszug Los Ajaches, der zu den ältesten geologischen Formationen der Insel gehört.

## Lage
Der Berg liegt im Gemeindegebiet von Yaiza in der Provinz Las Palmas nördlich des bekannten Urlaubsortes Playa Blanca und südlich de Bergdorfes Femés.

## Geographie
Der Hacha Grande ist Teil des Naturschutzgebiets Monumento Natural de Los Ajaches, das sich durch zerklüftete Täler, steile Schluchten und vulkanisches Gestein auszeichnet. Die Region ist durch Erosion geprägt und weist nur spärliche Vegetation auf. Von ihrem Gipfel bietet sich eine weite Aussicht über den Atlantik, zur Nachbarinsel Fuerteventura und über den südlichen Teil Lanzarotes. Das umliegende Gebiet ist Teil des UNESCO-Biosphärenreservats Lanzarote.

## Geologie
Das 7,5 Kilometer lange Massiv Los Ajaches, zu dem der Hacha Grande gehört, entstand vor rund 15 Millionen Jahren durch vulkanische Aktivitäten und gehört damit zu den ältesten Teilen Lanzarotes. Im Gegensatz zu jüngeren vulkanischen Zonen der Insel ist das Gebiet heute inaktiv.

## Wandern
Der Hacha Grande ist ein beliebtes Ziel für Wanderer und Naturliebhaber. Verschiedene Wanderwege führen durch das umliegende Schutzgebiet; eine direkte Besteigung von Playa Blanca ist über einen wenig markierten Pfad möglich, der Trittsicherheit und gutes Schuhwerk erfordert. Die Route wird aufgrund fehlender Beschilderung nur erfahrenen Wanderern empfohlen. Der leichtere Weg auf den Hacha Grande führt vom Dorf Femes, das auf 400 Metern liegt.

## Naturschutz
Das Gebiet steht unter Naturschutz und ist Lebensraum für mehrere endemische Pflanzen- und Tierarten. Besucher werden gebeten, die markierten Wege nicht zu verlassen und die empfindliche Landschaft zu respektieren.

## Name
Der Name Hacha Grande bedeutet auf Spanisch „große Axt“. Die Herkunft des Namens ist nicht eindeutig geklärt, könnte sich aber auf die markante Form des Gipfels beziehen.